# Місток (фільм, 1986)
«Місток» — радянський художній фільм 1986 року, одна з трьох новел з кіноальманаху «Місток» (інші новели: «Гей, на лінкорі!», «Сержант»).

## Сюжет
У кожному селі є свій дурник — у всякому разі, так було раніше. У цьому селі всі любили дурника тому, що він був веселим і хотів допомогти іншим: поки не було містка через річку, він перевозив людей з одного берега на інший. І коли тесля побудував міст, хлопці не стали відмовлятися від послуг дурника: нехай як і раніше відчуває, що він необхідний людям.

## У ролях
- Сергій Варчук — головна роль
- Михайло Ліщинський — епізод
- Володимир Смирнов — епізод
- Світлана Скрипкіна — епізод

## Знімальна група
- Режисер-постановник:  Геннадій Воронін
- Автор сценарію:  Геннадій Воронін
- Оператор-постановник:  Андрій Кириллов
- Звукорежисер: Людмила Дружиніна, Євген Терехов